# Warsaw Trade Tower
A Warsaw Trade Tower Varsó negyedik, Lengyelország ötödik legmagasabb épülete. Az épület 1999-re készült el, a Kultúra és Tudomány Palotáját övező, felhőkarcolókkal folyamatosan beépülő terület egyik első jelentős új épületeként. A 42 szintes épület legfelső emelete jelenleg a legmagasabban elhelyezkedő beépített szintnek számít Lengyelországban.
Az épület rendkívül gyorsan elkészült: egy-egy szint szerkezetének elkészítéséhez mindössze 4 nap volt szükséges.
A torony eredetileg a Daewoo lengyelországi központjaként a Warsaw Daewoo Center nevet viselte, a torony átadása után a Daewoo financiális problémái miatt az épület neve a ma is ismertre változott. A torony első 3 évében jórészt üresen állt, mindössze egy jelentős bérlő volt. 2002-ben az épületet a Warsaw Trade Tower Dae-Pol Sp. z o.o.-tól új tulajdonoshoz, az Apollo-Rida Poland Sp. z o.o.-hoz került több, mint 100 millió dollárért, mely minden idők legnagyobb értékű ingatlaneladása volt Lengyelországban. Az új tulajdonos az épület funkcióit, és részben belsőkialakítását átszervezte, megteremtve a lehetőséget a rendelkezésre álló irodafelület minél magasabb kihasználtságára.
A 208 méter magas kereskedelmi épület alapja egy hatszintes, átriumot körülfogó épülettömeg, mely felett 34, teljesen irodával beépített szint található. Az épület belső kialakításának stílusa klasszikus, a 20-as, 30-as évek amerikai Art Déco stílusát tükrözi, a Chicago-i építésziskola stílusával vegyítve, mely például a liftekben olyan apróságokkal egészül ki, mint például a felsőbb szintek nyomógombjainak kontúrjának egyezősége az adott szint alaprajzi formájával. A torony felvonói nem mellesleg Európa leggyorsabbjai közé tartoznak: a liftek sebessége 7 méter másodpercenként: a -3-adik szintről indulva 35 másodperc alatt érik el a 41. emeletet.

## Külső hivatkozások
A torony hivatalos oldala Archiválva 2015. március 15-i dátummal a Wayback Machine-ben